# Обиора, Джеймс
Джеймс Чибузо́р Обио́ра (англ. James Chibuzor Obiorah; род. 24 августа 1978, Джос) — нигерийский футболист, нападающий.

## Карьера

### Клубная
Выступал в клубах Нигерии, Бельгии, Швейцарии, России, Франции и Австрии. Чемпион России 2002 года в составе московского «Локомотива», после двух сезонов в котором перестал попадать в состав и был сначала отправлен в дубль, а затем в «Кадис» на правах аренды. В матче «Реал Мадрид» — «Локомотив» в Лиге Чемпионов отметился голом, итоговый счет 2:2. Вернувшись в «Локо», Обиора был поставлен тренерским штабом команды на правый фланг полузащиты, где не смог показать высококлассного футбола, и вновь был отдан в аренду — на этот раз во французскую команду «Ньор». В сезоне 2008/09 являлся игроком французского «Тулона», после чего завершил карьеру.

### В сборной
За сборную Нигерии провёл 3 матча и забил гол. Был в заявке команды на чемпионате мира 2002, где сыграл один матч против Англии.
Также участвовал в юношеском чемпионате мира 1995 года.

## Статистика
| Сезон   | Клуб               | Лига                                                   | Игры | Голы |
| ------- | ------------------ | ------------------------------------------------------ | ---- | ---- |
| 1994    | Квара Бомберс      | 2 Лига Нигерии                                         | ?    | ?    |
| 1995    | Эньимба            | Премьер-Лига Нигерии                                   | ?    | ?    |
| 1995/96 | Андерлехт          | Лига Жюпиле                                            | 13   | 4    |
| 1996/97 | Андерлехт          | Лига Жюпиле                                            | 17   | 2    |
| 1997/98 | Андерлехт          | Лига Жюпиле                                            | 0    | 0    |
| 1998/99 | Андерлехт          | Лига Жюпиле                                            | 0    | 0    |
| 1998/99 | Грассхоппер        | Швейцарская Суперлига                                  | 2    | 0    |
| 1999/00 | Грассхоппер        | Швейцарская Суперлига                                  | 12   | 0    |
| 2000/01 | Грассхоппер        | Швейцарская Суперлига                                  | 0    | 0    |
| 2001    | Локомотив (Москва) | Чемпионат России                                       | 25   | 14   |
| 2002    | Локомотив (Москва) | Чемпионат России                                       | 22   | 5    |
| 2003    | Локомотив (Москва) | Чемпионат России                                       | 0    | 0    |
| 2003/04 | Кадис              | Сегунда                                                | 17   | 2    |
| 2004    | Локомотив (Москва) | Чемпионат России                                       | 15   | 1    |
| 2004/05 | Ньор               | Лига 2                                                 | 12   | 4    |
| 2005/06 | ГАК                | T-Mobile Бундеслига                                    | 5    | 0    |
| 2006/07 | Ньор               | Лига 2                                                 | 16   | 2    |
| 2007    | Кадуна Юнайтед     | Премьер-Лига Нигерии                                   | ?    | ?    |
| 2008    | Кадуна Юнайтед     | Премьер-Лига Нигерии                                   | ?    | ?    |
| 2008/09 | Тулон              | Championnat de France amateur (4-й дивизион), группа B | ?    | ?    |

## Достижения
Командные
- Чемпион России: 2002,2004
- Обладатель Кубка России: 2000/01

Личные
- В списках 33 лучших футболистов чемпионата России (2): № 2 — 2002; № 3 — 2001